# Советско-китайский блок
Советско-китайский «Договор о дружбе, союзе и взаимной помощи» (кит. трад. 中蘇友好同盟互助條約, упр. 中苏友好同盟互助条约, пиньинь Zhōng-Sū Yǒuhǎo Tóngméng Hùzhù Tiáoyuē) — договор между СССР и КНР, подписанный в Москве 14 февраля 1950 года сроком на 30 лет (до 11 апреля 1980 года). Аннулировал договор заключённый в 1945 году между СССР и Китайской Республикой.

## Предыстория
Фактически тесные отношения между СССР и Китайской Народной Республикой во главе с Мао Цзэдуном установились раньше — когда СССР оказывал помощь компартии Китая в борьбе за власть.
Накануне провозглашения КНР, в июне 1949 года, председателем ЦК КПК Мао Цзэдуном был сформулирована и выдвинута дипломатическая стратегия «Держаться одной стороны» (кит. трад. 邊倒, упр. 边倒), предполагавшая, в целях укрепления международного положения нового Китая, необходимость установления союзнических отношений с СССР и странами социалистического блока.
В декабре 1949 — феврале 1950 гг. состоялся официальный визит делегации КПК во главе с Мао Цзэдуном в Советский Союз, формальным поводом к которому было участие в праздновании 70-летия руководителя СССР И. В. Сталина. В ходе визита состоялся ряд личных встреч И. В. Сталина и Мао Цзэдуна, на которых по инициативе последнего обсуждался, в числе прочих, вопрос об отмене советско-китайского договора 1945 года и заключении нового договора. Сталин придерживался сохранения договора 1945 года, но в течение переговоров изменил позицию и на встрече с китайской делегацией 22 января 1950 года выразил готовность аннулировать старый договор, и подписать новый.
Имеются сведения, что договор был заключён секретно ещё в августе 1945 года, а церемония подписания 1950 года просто стала способом снять с него гриф «секретно».

## Подписание договора
Церемония подписание договора состоялась во Владимирском зале Большого Кремлевского дворца 14 февраля 1950 года. Договор был подписан со стороны СССР министром иностранных дел СССР А. Я. Вышинским, со стороны КНР премьером Государственного совета КНР и министром иностранных дел Чжоу Эньлаем. Договор был ратифицирован указом Президиума ВС СССР от 11 апреля 1950 года.

## Последствия
Фактически договор потерял своё значение в 1960-е годы, когда произошёл раскол в отношениях КПСС и КПК, но формально договор действовал до 11 апреля 1980 года — после того, как за год до истечения 30-летнего срока договора китайская сторона заявила, что не будет его продлевать. После смерти Сталина и начала в 1956 году десталинизации в СССР отношения между странами начали ухудшаться. Доклад Никиты Хрущёва на закрытом заседании XX съезда КПСС был воспринят Мао Цзэдуном резко негативно. Также КНР отрицательно относилась к новому внешнеполитическому курсу СССР — на выход из изоляции и установление деловых отношений со странами Запада, известному как курс на «мирное сосуществование двух систем». КНР обвинила советское руководство в ревизионизме и уступках Западу. Во время Карибского кризиса КНР поддерживала идею вооружённой конфронтации СССР и США и была недовольна мирным разрешением кризиса. Не оправдались и надежды Мао Цзэдуна получить от СССР ядерное оружие. Наконец, в 1962 году СССР поддержал Индию в войне с КНР. В 1963 году КНР и СССР обменялись письмами, в которых высказали свои идеологические позиции и таким образом формально признали наличие разногласий. В 1964 году происходит фактически полный разрыв отношений между КПСС и КПК, КНР отозвала своих студентов из СССР, а Советский Союз — своих специалистов из КНР. В 1969 году между СССР и КНР произошёл вооружённый конфликт на острове Даманском. Договор о дружбе, тем не менее, расторгнут не был, так как ни одна из сторон не придавала дипломатическому этикету серьёзного значения.
В 1979 году КНР воевала с Вьетнамом, и СССР выразил поддержку Вьетнаму, хотя имел договоры о дружбе и содействии с обеими странами.